# Anaerococcus vaginalis
Anaerococcus vaginalis è una specie di batterio appartenente alla famiglia delle Peptostreptococcaceae.